# Manuel Astorga
Manuel Miguel Astorga Carreño (Iquique, 15 de mayo de 1937) es un exfutbolista chileno. Es considerado uno de los mejores arqueros y uno de los máximos ídolos y referentes del club Universidad de Chile. En dicho equipo jugó durante 12 temporadas, en las que ganó cinco Campeonatos Nacionales. En 1972 ingresó a la Facultad de Medicina de la Universidad de Chile a estudiar Kinesiología, titulándose el año 1978.
Con la Selección de Chile participó en la Copa Mundial de 1962, en las Clasificatorias al mundial de 1966 y en la Copa América de 1967, disputó 13 partidos entre 1960 y 1971.

## Trayectoria
Fue arquero del mítico "Ballet Azul" en la década de los 60', obteniendo 5 títulos con el cuadro Universitario. Debutó en el Torneo de Primera División el 16 de septiembre de 1956, partido de Universidad de Chile versus O'Higgins, 2 - 2 jugado en Rancagua.
Jugador dotado de gran técnica, elasticidad, elegancia, fútbol de gran clase y varias veces elegido como el mejor de su país, Chile. Durante su inclusión en la selección de Chile, en 1962, disputó codo a codo el puesto de titular, con quien fuera arquero de Colo Colo, Misael Escuti, disputando el tercer puesto en dicho mundial, cedió su titularidad, por decisión técnica, debido al nacimiento de su tercer hijo. Además jugó las eliminatorias del mundial de Inglaterra 1966, donde Chile consigue clasificar a la cita mundialista.
Este arquero y deportista chileno, ha sido de los pocos en su país, que formaron parte de un seleccionado nacional, en dos disciplinas distintas. El, lo hizo en fútbol y andinismo. Formó parte del seleccionado nacional que se eventuró por primera vez en la expedición a los Himalayas, precisamente al monte Everest.

## Selección nacional
Ha sido internacional con la Selección de fútbol de Chile en el mundial de 1962 en donde consiguió el 3.⁰ lugar. Jugó las eliminatorias del Mundial de Inglaterra y fue titular en dos de los cinco partidos de dichas eliminatorias. El entrenador Luis Álamos no lo llamó para jugar la Copa del Mundo, convocando a los arqueros Adán Godoy y Juan Olivares, quienes se lesionaron en la competencia. Vistió la camiseta nacional entre 1960 y 1971 en 13 ocasiones, tres partidos oficiales y 10 amistosos.

### Participaciones en Copas del Mundo
| Mundial                        | Sede  | Resultado    |
| ------------------------------ | ----- | ------------ |
| Copa Mundial de Fútbol de 1962 | Chile | Tercer lugar |

#### Participaciones en Eliminatorias a Copas del Mundo
| Eliminatorias                 | País       | Resultado   | Posición    | PJ |
| ----------------------------- | ---------- | ----------- | ----------- | -- |
| Eliminatorias Inglaterra 1966 | Inglaterra | Clasificado | 1.⁰ Grupo 2 | 2  |

#### Participaciones en Copa América
| Copa              | Sede    | Resultado |
| ----------------- | ------- | --------- |
| Copa América 1967 | Uruguay | Tercero   |

## Clubes
| Club                 | País  | Año       |
| -------------------- | ----- | --------- |
| Universidad de Chile | Chile | 1956-1967 |
| Huachipato           | Chile | 1968-1971 |
| Magallanes           | Chile | 1972-1973 |
| Universidad de Chile | Chile | 1973-1974 |
| Audax Italiano       | Chile | 1975-1976 |

## Palmarés

### Torneos nacionales oficiales
| Título           | Club                 | País  | Año  |
| ---------------- | -------------------- | ----- | ---- |
| Primera División | Universidad de Chile | Chile | 1959 |
| Primera División | Universidad de Chile | Chile | 1962 |
| Primera División | Universidad de Chile | Chile | 1964 |
| Primera División | Universidad de Chile | Chile | 1965 |
| Primera División | Universidad de Chile | Chile | 1967 |

### Distinciones individuales
| Distinción                                                                                    | Año  |
| --------------------------------------------------------------------------------------------- | ---- |
| Mejor Arquero del Fútbol Chileno                                                              | 1962 |
| Mejor Arquero del Fútbol Chileno                                                              | 1963 |
| Mejor Arquero del Fútbol Chileno                                                              | 1964 |
| Homenaje por logro del 3.⁰ lugar en la Copa Mundial de fútbol de 1962                         | 2012 |
| Incluido dentro de las 50 mejores figuras históricas de Universidad de Chile                  | 2016 |
| Homenaje por logro del 3.⁰ lugar en la Copa Mundial de fútbol de 1962 por Presidente de Chile | 2017 |
| Homenaje a la trayectoria por Universidad de Chile                                            | 2019 |